# Neoscotolemon
Neoscotolemon is een geslacht van hooiwagens uit de superfamilie Samooidea.
De wetenschappelijke naam is voor het eerst geldig gepubliceerd door Roewer in 1912.
Alle soorten uit dit geslacht komen voor op de Grote Antillen en in Florida.

## Soorten
Het geslacht Neoscotolemon omvat de volgende 7 soorten:
- Neoscotolemon armasi Pérez-González, Mamani & Proud, 2025
- Neoscotolemon bolivari (Goodnight & Goodnight, 1945)
- Neoscotolemon cotilla (Goodnight & Goodnight, 1945)
- Neoscotolemon pictipes (Banks, 1908)
- Neoscotolemon spinifer (Packard, 1888)
- Neoscotolemon tancahensis (Goodnight & Goodnight, 1951)
- Neoscotolemon vojtechi (Šilhavý, 1979)